# タラズ
タラズ（カザフ語: Тараз）は、カザフスタン共和国のジャンブール州の州都。
かつてはタラス(Talas)やジャンブール(Jambyl、 Dzhambul、Zhambyl)、アウリエ・アタ(Aulie-Ata)、ミルゾヤン(Mirzoyan)などと呼ばれた。
カザフスタン南部に位置し、キルギス共和国の国境に近い。人口は330,100人(1999年)であるが、人口増加率はカザフスタンで最も高い都市の1つとなっている。タラス川の扇状地にあるオアシス都市。

## 歴史
トランスオクシアナでも最古の町の1つで、紀元前1世紀、匈奴によってこの地に短期間ではあるが砦が作られた。紀元前36年、タラス河畔で郅支単于は漢に敗れた。2001年に町の創立2000年を祝った。6世紀以降は突厥(その後、西突厥）の領地となり、当時、南カザフスタンを通っていたシルクロードの主要な交易拠点の1つとなる。751年には、唐とアッバース朝の間でタラス河畔の戦いが、タラス川(現在のキルギス領内)で闘われた。(キルギスの都市・タラスを参照のこと)。
11世紀にはカラハン朝の都となり繁栄を迎える。
19世紀初頭にコーカンド・ハン国の支配下に入り、町が拡大、春には大きな市がたち家畜や農産物の売買の中心地となる。1856年にはアウリエ・アタ(「聖なる父」の意)と呼ばれるようになる。
1864年、ロシア帝国軍に包囲されると陥落、シムケントと結んでロシアの重要な軍事戦略拠点となる。ロシア風の新市街地が建設される。ロシア人、ウクライナ人、サルト人が住む家畜の飼育が盛んな町となる。この頃はカザフ人は、ほとんどいなかった。その後、カザフスタン共産党の一等書記の名を取って「ミルゾヤン」、カザフスタンの民族詩人の名をとって「ジャンブール」、と改名するなど頻繁に市名を変える。1930年代以降は、ドイツ人、チェチェン人、クラーク（自営農民、富農）などスターリンに「人民の敵」とされた人々の追放先となる。1960年代以降は、化学工業を中心に工業化が急速に進む。独立後、ヴォルガ・ドイツ人やユダヤ人だけでなくロシア人の多くも町を離れ、代わりにカザフ人の流入が続いている。1997年、タラズの名に戻った。

## 姉妹都市
- フレズノ
- シアトル
- 西安市
- ホブド
- トレヴィーゾ
- ケチケメート
- チェリャビンスク
- サマルカンド
- タラス
- オシ